# Michel Sogny
Michel Sogny (Pau, França, 21 de novembro de 1947) é um pianista, compositor, professor e escritor francês de ascendência húngara. Ele desenvolveu uma nova abordagem para ensinar o piano.

## Biografia
Michel Sogny frequentou a École Normale de Musique de Paris, onde estudou piano sob a direcção de Jules Gentil e Yvonne Desportes .Possui mestrado em psicologia, bacharelado em literatura e doutorado em filosofia,  que defendeu em 1974 na Universidade de Sorbonne. Michel Sogny é o fundador da Fundação SOS Talentos .
Foi um dos membros fundadores da Associação Francesa de Franz Liszt, liderada por Valey Giscard d'Estaing e neto de Liszt, Blandin Olivier de Preveau.

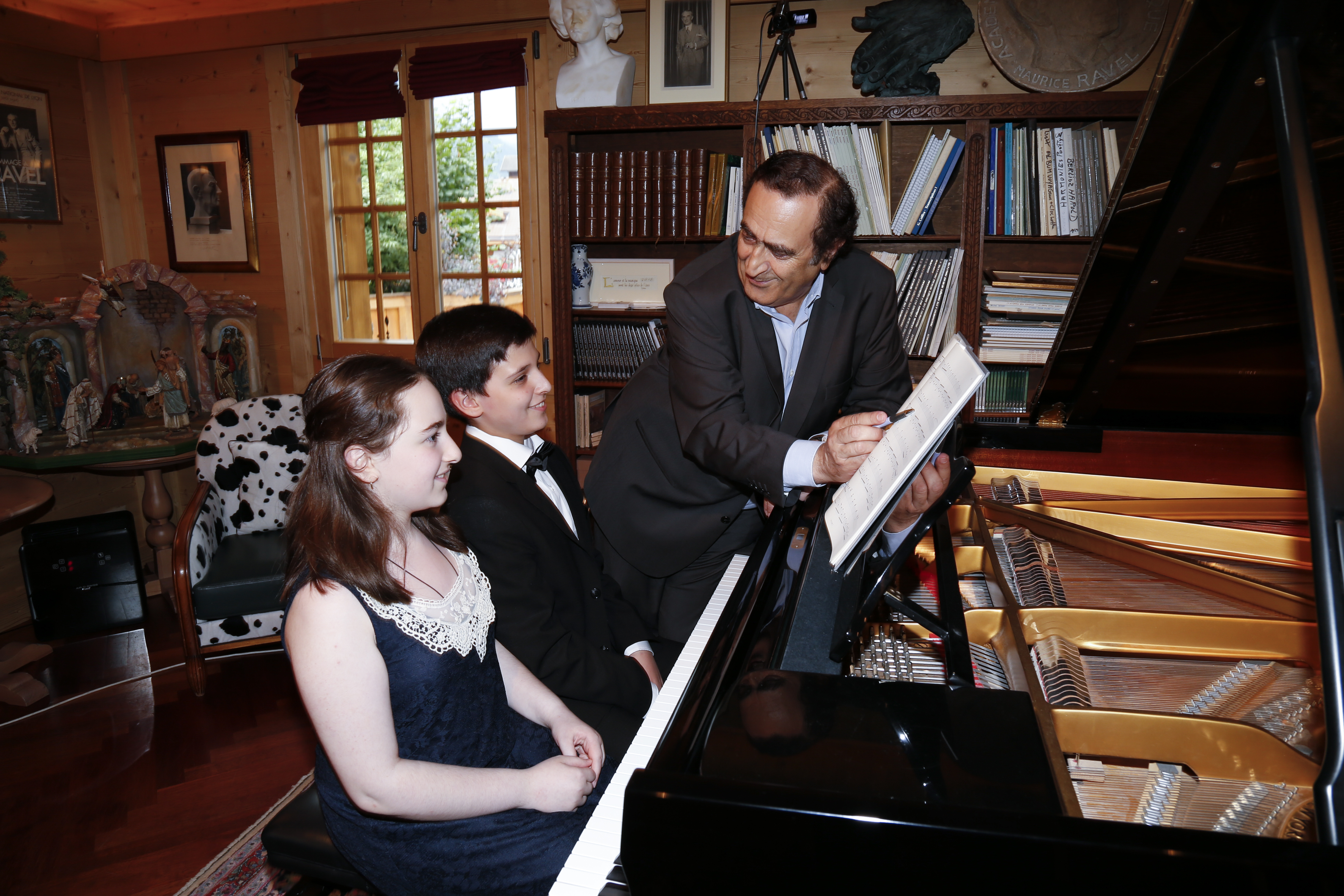
Barbara Tataradze e Ilia Lotatidze com Michel Sogny

## Método de Ensino de Piano
A metodologia de piano da Sony foi ensinada em escolas de mesmo nome em Paris e Genebra. Desde 1974, o método tem mais de 20.000 seguidores.
Entre seus alunos, Michel Parry  começou a estudar piano aos 26 anos, após várias tentativas sem sucesso, e após quatro anos de trabalho, ele fez progressos que lhe permitiram se apresentar em concertos públicos.
Em 1981, um pedido por escrito foi apresentado ao Senado para a extensão da escola de Michel Sonny em toda a França..
Miche Sogny é autor de obras didáticas para piano, nas quais baseou sua própria metodologia. Algumas de suas obras mais reconhecidas são: Prolégomènes à une Eidétique Musicale, Les Paralipomènes à une Eidétique Musicale e Études pour piano .
É também autor de composições musicais : Furia, Triptyque, Entrevisions, Derive, Hommage à Liszt, Aquaprisme, Réminiscentiel, Trois pièces dans le style hongrois, Deux Études de concert, Reviviscence .